# Nová Bystrica (wieś)
Nová Bystrica (węg. Újbeszterce) – wieś i gmina (obec) w powiecie Czadca, kraju żylińskim, w północnej Słowacji. Jej powierzchnia, po włączeniu w l. 80. ub. wieku terenów wsi Riečnica i Harvelka zatopionych przez wody jeziora zaporowego Nová Bystrica wynosi 1256 ha.

## Położenie
Wieś leży w górnej części doliny Bystricy, jej centrum znajduje się tuż poniżej ujścia do Bystricy jej prawobrzeżnego dopływu, potoku Vychylovka. W granicach katastralnych wsi znajduje się zapora wodna Nová Bystrica oraz utworzone dzięki niej jezioro zaporowe Nová Bystrica.

## Historia
Wieś lokowana w roku 1662.